# Louis Verhelst
Louis Verhelst (Menen, Flandes Occidental, 28 d'agost de 1990) és un ciclista belga, professional des del 2013. Actualment corre a l'equip Pauwels Sauzen-Vastgoedservice.

## Palmarès
- 2010
  - 1r al Gran Premi Bati-Metallo
- 2012
  - 1r al Memorial Danny Jonckheere
  - 1r a la Liedekerkse Pijl
  - Vencedor d'una etapa a lEssor breton
  - Vencedor d'una etapa al Tour d'Eure-et-Loir
  - Vencedor d'una etapa als Tres dies de Cherbourg
- 2013
  - Vencedor d'una etapa a la Boucle de l'Artois
  - Vencedor d'una etapa al Circuit de les Ardenes
  - Vencedor d'una etapa al Tour de Bretanya
- 2017
  - Vencedor de 3 etapes al Tour de la Costa d'Ivori